# Elif Melda Yılmaz
Elif Melda Yılmaz (* 7. November 1977 in Eskişehir) ist eine türkische Schauspielerin.

## Leben und Karriere
Elif Melda Yılmaz wurde am 7. November 1977 in Eskişehir geboren. Sie studierte an der Bilkent Üniversitesi. Ihr Debüt gab sie 2004 in der Fernsehserie Tatil Aşkları. Anschließend spielte sie 2008 in dem Film Yengeç Oyunu die Hauptrolle. Außerdem wurde sie für die Serie İffet gecastet. 
Von 2015 bis 2016 war Yılmaz in Tal der Wölfe – Hinterhalt zu sehen. Unter anderem bekam sie 2021 eine Rolle in Aşkın Tarifi. 2022 setzte sie ihre Karriere in Sil Baştan Kaynanam fort. Seit 2022 spielt Yılmaz in Yargı mit.

## Filmografie
Filme
- 2008: Yengeç Oyunu
- 2022: Sil Baştan Kaynanam

Serien
- 2004: Tatil Aşkları
- 2011: İffet
- 2015–2016: Tal der Wölfe – Hinterhalt
- 2017: Esaretim Sensin
- 2021: Aşkın Tarifi
- seit 2022: Yargı